# Павлик, Роман Степанович
Роман Степанович Павлик (укр. Роман Степанович Павлик; род. 12 января 1983, Сокольники, Львовская область) — украинский легкоатлет, мастер спорта Украины международного класса, призёр летних Паралимпийских игр 2008 и 2012 года.

## Биография
По словам матери Павлика, Ольги Николаевны, сразу после рождения его поместили в инкубатор для новорождённых. Врачи сказали, что шансов на выживание мало, хотя беременность проходила нормально. Роман начал самостоятельно дышать только на третий день после рождения. Больше месяца мать с ребёнком провели в больнице. Начались осложнения, пошёл абсцесс, проблемы со слухом (Роман не слышит на одно ухо). Мать даже козу завела, чтобы кормить сына домашним молоком. Благодаря занятиям спортом самочувствие Павлика улучшилось.
Павлик поступил учиться в специализированный интернат. Там он и попал впервые в спортзал к тренеру Александру Якубовскому. Роману с детства нравилась физкультура. Первые награды он завоевал ещё на школьных соревнованиях.
С 2004 года он попал в сборную Украины и сразу же отправился на чемпионат Европы. Павлик бегает на 100, 200 и 400 метров. Пришлось отказаться от прыжков в длину, хотя Роману нравилось прыгать.
На Паралимпиаде в Пекине Павлик завоевал две золотые и серебряную награды. Он соревновался в классе, где у спортсменов самые серьёзные поражения ДЦП. На Паралимпиаде в Лондоне Павлик сначала завоевал две бронзовые медали в беге на 100 и 400 м, сам спортсмен был недоволен результатом, так как был нацелен на золото. Тем не менее, он завоевал ещё две золотые медали в беге на 200 м и прыжках в длину.
На чемпионат мира по лёгкой атлетике в 2019 года в Дубае (ОАЭ) соревновался в двух дисциплинах: бег на 100 и прыжки в длину. 10 ноября состоялись соревнования по бегу на 100 метров в категории T36. Павлик бежал в первом полуфинале и финишировал с реузата 12,61 с, что не позволило пройти дальше. Соревнования по прыжкам в длину в категории T36 проходили 14 ноября. Роман в первой попытке прыгнул на 5,50 метров, что стало его лучшим результатом на чемпионате и позволило занять четвёртое место.
В 2023 году он участвовал в соревнованиях по прыжкам в длину в категории T36 на чемпионате мира, который проходил в Париже, Франция, занял четвёртое место с результатом 5,62 м.
По словам тренера Павлика, Виктора Деркача, высоких спортивных результатов он достиг благодаря антропометрическим данным: 45-й размер обуви и очень длинные пальцы, благодаря чему его бег мягкий и в то же время мощный; а также благодаря достаточно быстрому восстановлению после физических нагрузок и самодисциплине.